# Claire Athias-Henriot
Claire Athias-Henriot (1921-2004), est une acarologiste d'origine belge mais ayant fait l'essentiel de sa carrière en Algérie et en France, grande spécialiste des Mésostigmates (Mesostigmata).

## Biographie
Claire Athias-Henriot naît le 20 octobre 1921 à Ixelles. À la suite des invasions par les troupes allemandes, elle quitte son pays natal pour la France en 1940. Elle entreprend des études supérieures de biologie à l'université de Clermont-Ferrand et part pour l'Algérie l'année suivante. D'abord infirmière à l'hôpital universitaire d'Alger, elle travaille un temps sur les fourmis puis obtient un poste de chercheur-assistant à l'Institut National de la Recherche Agronomique d'Algérie et s'intéresse aux acariens. Avec le médecin Jean Athias, elle a un fils, Pierre, puis une fille Françoise Athias-Binche qui naît à Rovego en juin 1946. En 1962, lors de l'indépendance algérienne, elle déménage à Dijon et travaille à l'Institut national de la recherche agronomique où elle devient une acarologiste renommée. En 1972, elle figure parmi les membres fondateurs de la Société internationale des acarologues de langue française. De 1980 à sa retraite en 1987, elle travaille enfin à la station biologique de Les Eyzies rattachée à l'université de Paris. Claire Athias-Henriot meurt le 11 juillet 2004 aux Eyzies. Ses collections sont en partie au Muséum national d'histoire naturelle de Paris et en partie au Muséum d'histoire naturelle de Genève.

## Taxons dédiés
De nombreux taxons ont été dédiés à Claire Athias-Henriot, dont :
- Heteroparasitus athiasae Juvara-Bals, 2002
- Oplitis athiasae Hirschmann & Zirngiebl-Nicol, 1973
- Pergamasus athiasae Juvara-Bals, 2002[4]
- Trachyuropoda athiasae Hirschmann, 1975

## Taxons décrits
Claire Athias-Henriot a décrit de très nombreux taxons, dont les genres suivants :
- Aclerogamasus Athias-Henriot, 1971
- Allogamasellus Athias-Henriot, 1961
- Anadenosternum Athias-Henriot, 1980
- Archaeopodella Athias-Henriot, 1977
- Carpaidion Athias-Henriot, 1979
- Colpothylax Athias-Henriot, 1980
- Cycetogamasus Athias-Henriot, 1980
- Dicrogamasus Athias-Henriot, 1980
- Erithosoma Athias-Henriot, 1979
- Gamasellodes Athias-Henriot, 1961
- Meriadenogamasus Athias-Henriot, 1973
- Leptogamasus (Ernogamasus) Athias-Henriot, 1971
- Paracarpais (Aceocarpais) Athias-Henriot, 1978
- Paracarpais (Eteocarpais) Athias-Henriot, 1978
- Paracarpais (Gigacarpais) Athias-Henriot, 1978
- Paracarpais (Paracarpais) Athias-Henriot, 1978
- Parasitus (Dyoneogamasus) Athias-Henriot, 1979
- Pegodromus Athias-Henriot & Fauvel, 1981
- Pergamasus (Anidogamasus) Athias-Henriot, 1971
- Pergamasus (Meriadenogamasus) Athias-Henriot 1973
- Pergamasus (Thenargamasus) Athias-Henriot, 1971
- Pergamasus (Triadogamasus) Athias-Henriot, 1971
- Phityogamasus Juvara-Bals & Athias-Henriot, 1972
- Phorytocarpais Athias-Henriot, 1979
- Psilogamasus Athias-Henriot, 1969
- Rhabdocarpais Athias-Henriot, 1981
- Schizosthetus Athias-Henriot, 1982
- Tomeogamasus Athias-Henriot, 1971

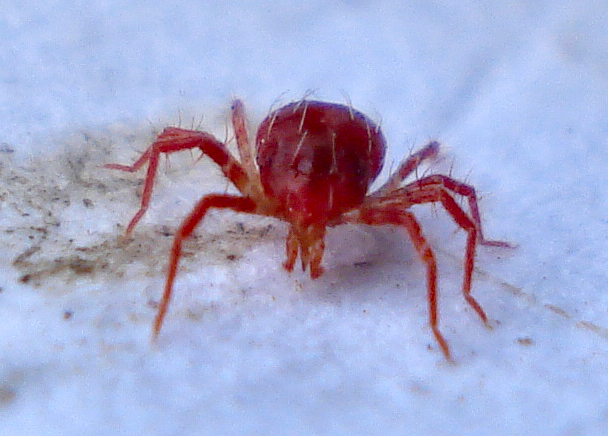
Phytoseiulus persimilis Athias-Henriot, 1957.

Ainsi que de très nombreuses espèces, dont :
- Allogamasellus aquafortensis Athias-Henriot, 1961
- Allogamasellus squalidus Athias-Henriot, 1961
- Amblyseius aurescens Athias-Henriot, 1961
- Amblyseius chergui Athias-Henriot, 1960
- Amblyseius hamizensis Athias-Henriot, 1961
- Amblyseius infundibulatus Athias-Henriot, 1961
- Amblyseius lituatus Athias-Henriot, 1961
- Amblyseius nemorivagus Athias-Henriot, 1961
- Amblyseius ovicinctus Athias-Henriot, 1961
- Amblyseius pocillatus Athias-Henriot, 1961
- Amblyseius rusticanus Athias-Henriot, 1960
- Amblyseius spiramentatus Athias-Henriot, 1961
- Amblyseius swirskii Athias-Henriot, 1962
- Antennoseius bacatus Athias-Henriot, 1961
- Archaeopodella scopulifera Athias-Henriot, 1977
- Arctoseius taeniolatus Athias-Henriot, 1961
- Asca nesoica Athias-Henriot, 1961
- Asca squamulata Athias-Henriot, 1961
- Berlesiana schizoprocta Athias-Henriot, 1961
- Dendrolaelaps acriluteus Athias-Henriot, 1961
- Epicrius euloculosuli Athias-Henriot, 1961
- Epicrius fungulatus Athias-Henriot, 1961
- Epicrius lativentris Athias-Henriot, 1961
- Epicrius longiposticatus Athias-Henriot, 1961
- Epicrius miroveniris Athias-Henriot, 1961
- Epicrius parisolatus Athias-Henriot, 1961
- Gamasellodes major Athias-Henriot, 1961
- Gamasellodes minor Athias-Henriot, 1961
- Gamasellodes vulgatior Athias-Henriot, 1961
- Gamasellus falculatus Athias-Henriot, 1961
- Halolaelaps caesariensis Athias-Henriot, 1961
- Lasioseius furcisetus Athias-Henriot, 1959
- Lasioseius humberti Athias-Henriot, 1959
- Lasioseius nomus Athias-Henriot, 1959
- Lasioseius youcefi Athias-Henriot, 1959
- Leioseius quinquesetosus Athias-Henriot, 1959
- Liroaspis baloghi Athias-Henriot, 1960
- Pegodromus crassipilis Athias-Henriot & Fauvel, 1981
- Pergamasus biloratus Athias-Henriot, 1967
- Pergamasus aequicornis Athias-Henriot, 1967
- Pergamasus caninatellus Athias-Henriot, 1967
- Pergamasus clavornatus Athias-Henriot, 1967
- Pergamasus fibrosetatus Athias-Henriot, 1967
- Pergamasus giganticrus Athias-Henriot, 1967
- Pergamasus instatutus Athias-Henriot, 1967
- Pergamasus instipatus Athias-Henriot, 1967
- Pergamasus kelemeneus Athias-Henriot, 1967
- Pergamasus manicatellus Athias-Henriot, 1967
- Pergamasus palaticrus Athias-Henriot, 1967
- Pergamasus palatortus Athias-Henriot, 1967
- Pergamasus pinguicrus Athias-Henriot, 1967
- Pergamasus podaliatus Athias-Henriot, 1967
- Pergamasus primorellus Athias-Henriot, 1967
- Pergamasus pulvinicrus Athias-Henriot, 1967
- Pergamasus sertitulus Athias-Henriot, 1967
- Pergamasus setinops Athias-Henriot, 1967
- Pergamasus similicornis Athias-Henriot, 1967
- Pergamasus statereptor Athias-Henriot, 1967
- Pergamasus trifolliger Athias-Henriot, 1967
- Pergamasus truatellus Athias-Henriot, 1967
- Phytoseiulus persimilis Athias-Henriot, 1957
- Plesiosejus italicus var. estrellae Athias-Henriot, 1961
- Proctolaelaps intermedius Athias-Henriot, 1959
- Prozercon aristatus Athias-Henriot, 1961
- Rhodacarellus francescae Athias-Henriot, 1961
- Rhodacarellus mica Athias-Henriot, 1961
- Rhodacaropsis angustiventris Athias-Henriot, 1961
- Rhodacaropsis arcanus Athias-Henriot, 1961
- Rhodacaropsis cognatus Athias-Henriot, 1961
- Rhodacaropsis massula Athias-Henriot, 1961
- Rhodacaropsis vervacti Athias-Henriot, 1961
- Rhodacarus clavulatus Athias-Henriot, 1961
- Rhodacarus cuneatus Athias-Henriot, 1961
- Rhodacarus laureti Athias-Henriot, 1961
- Rhodacarus reconditus Athias-Henriot, 1961
- Rhodacarus tribaculatus Athias-Henriot, 1961
- Typhlodromus pectinatus Athias-Henriot, 1958
- Typhlodromus phialatus Athias-Henriot, 1960
- Veigaia decurtata Athias-Henriot, 1961
- Veigaia garraldensis Athias-Henriot, 1961
- Veigaia perinsolita Athias-Henriot, 1961
- Veigaia sanmamedi Athias-Henriot, 1961
- Zercon balearicus Athias-Henriot, 1961
- Zercon cabylus Athias-Henriot, 1961
- Zercon cazorlensis Athias-Henriot, 1961
- Zercon encarpatus Athias-Henriot, 1961
- Zercon guadarramicus var. disparipila Athias-Henriot, 1961
- Zercon guttulatus Athias-Henriot, 1961
- Zercon paenenudus Athias-Henriot, 1961
- Zercon plumatopilus Athias-Henriot, 1961
- Zercon pustulescens Athias-Henriot, 1961
- Zerconopsis remulatus Athias-Henriot, 1961